# Hans von der Mosel

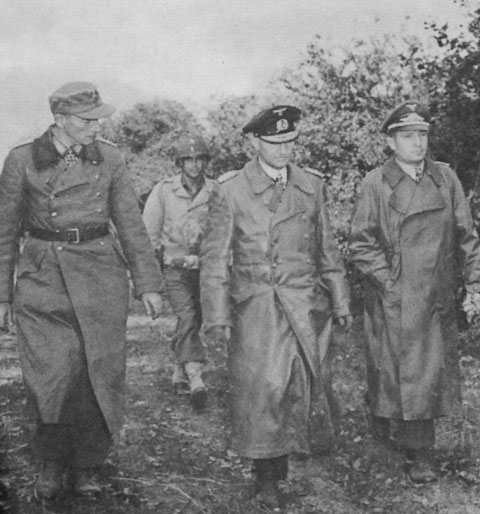
Generalmajor Hans von der Mosel (links), Konteradmiral Otto Kähler (Mitte) und Generalmajor Hans Kroh (rechts) kapitulieren in Brest am 18. September 1944

Hans Leopold Paul von der Mosel (* 3. Mai 1898 in Bodenbach, Böhmen; † 12. April 1969 in Nienburg/Weser, Niedersachsen) war ein deutscher Offizier, zuletzt Generalmajor im Zweiten Weltkrieg.

## Leben
Mosel diente als Offizier im Ersten Weltkrieg. Nach Ende des Krieges wechselte er in die Reichswehr und wirkte in verschiedenen Einheiten. Im Zweiten Weltkrieg wurde er 1943 zum Kommandanten der Hafenstadt Brest in der Bretagne, Frankreich, ernannt. Am 7. August 1944 lehnte Oberst Hans von der Mosel die Aufforderung, die Stadt an die alliierten Truppen zu übergeben, ab, woraufhin zunächst eine Belagerung begann. Die Hauptlast der Verteidigung der Stadt, die wie viele der besetzten Atlantikhäfen, in denen sich Stützpunkte der Kriegsmarine befanden, zur Festung erklärt worden war, trug die 2. Fallschirmjägerdivision unter ihrem Kommandeur Generalleutnant Hermann-Bernhard Ramcke, die nach Einsätzen an der Ostfront und in Griechenland zur Auffrischung in die Bretagne verlegt worden war.:144 Am 12. August wurde das Kommando über die Festung Generalleutnant Ramcke übergeben, nachdem sich dieser mehrmals beim Führerhauptquartier über Hans von der Mosel beschwert hatte, dem es angeblich an Kampfgeist mangelte. Da es unwahrscheinlich ist, dass die Funkstellen des Heeres und der Marine, die von der Mosel direkt unterstanden, solche Beschwerden weitergereicht hätten, sandte Ramcke sie wahrscheinlich über eine eigene Nebenfunkstelle.:215 Hans von der Mosel wurde zum stellvertretenden Festungskommandanten ernannt und ergab sich als Befehlshaber des westlichen Verteidigungsabschnittes am Mittag des 18. Septembers den Alliierten. Ramcke, der zunächst versucht hatte, sich per Flugzeug „zur Berichterstattung“ abzusetzen, kapitulierte wenige Stunden später.  

## Auszeichnungen
- Eisernes Kreuz (1914) II. Klasse
- Spange zum Eisernen Kreuz II. Klasse
- Eisernes Kreuz (1939) I. Klasse
- Verwundetenabzeichen (1939) in Silber
- Infanterie-Sturmabzeichen in Silber
- Ritterkreuz des Eisernen Kreuzes mit Eichenlaub[3]
  - Ritterkreuz am 9. August 1942
  - Eichenlaub am 18. September 1944 (589. Verleihung)